# SOHO (sonda kosmiczna)
SOHO (ang. Solar and Heliospheric Observatory) – projekt badawczy współtworzony przez Europejską Agencję Kosmiczną (ESA) oraz Narodową Agencję Aeronautyki i Przestrzeni Kosmicznej (NASA). W ramach projektu, 2 grudnia 1995 roku, w stronę Słońca została wystrzelona rakieta Atlas IIAS, która wyniosła bezzałogową sondę kosmiczną na orbitę okołosłoneczną.
Sonda została zaprojektowania do prowadzenia badań nad wewnętrzną strukturą tej gwiazdy, zjawiskami zachodzącymi na jej powierzchni oraz nad wiatrem słonecznym i jego wpływem na naszą planetę. Celem pobocznym misji jest wykrywanie komet muskających Słońce w ramach programu Sungrazing Comets, na podstawie analizy przesłanych przez SOHO zdjęć. W programie tym bierze ochotniczo udział ponad 70 amatorów astronomii z 18 krajów.
Sonda SOHO porusza się po orbicie Lissajous wokół punktu libracyjnego L1 układu Ziemia-Słońce, znajdującego się w odległości ok. 1,5 mln km od Ziemi. Dzięki temu może obserwować Słońce bez przerwy, gdyż nie ulega ono zaćmieniom przez żadne ciało niebieskie.
Sonda jest cały czas monitorowana z Centrum Lotów Kosmicznych Goddarda (ang. Goddard Space Flight Center (GSFC)) w Greenbelt. Transmituje nieprzerwanie strumień danych z szybkością 200 kb/s.

## Budowa sondy
SOHO ma instrumenty obserwujące Słońce, dwa zasilające panele baterii słonecznych oraz antenę do komunikacji z Ziemią.
Dwanaście głównych instrumentów:
- GOLF (Global Oscillations at Low Frequencies – globalne drgania niskiej częstotliwości), który mierzy szybkość zmian pola magnetycznego całej tarczy słonecznej, by dowiedzieć się więcej o jądrze słonecznym.
- VIRGO (Variability of Solar IRradiance and Gravity Oscillations – zmienność promieniowania Słońca i oscylacje grawitacyjne), który mierzy oscylacje i stałość całej tarczy słonecznej przy niskich częstotliwościach oraz szczegółowe wydatkowanie energii.
- MDI (Michelson Doppler Imager – dopplerowska kamera Michelsona), mierzy zmienność drgań wysokich częstotliwości tworzonych przez fale dźwiękowe, zdobywa informacje o strefie konwekcji – zewnętrznej warstwie wnętrza Słońca.
- SUMER (Solar UV Measurement of Emitted Radiation – pomiary emisji promieniowania ultrafioletowego Słońca), który mierzy przepływ plazmy, temperaturę i gęstość w chromosferze i koronie.
- CDS (Coronal Diagnostic Spectrometer – spektrometr koronalny), mierzy gęstość, temperaturę i przepływ gazów w koronie.
- EIT (Extreme UV Imaging Telescope – teleskop obrazujący w skrajnym ultrafiolecie), bada aktywność i strukturę chromosfery oraz korony słonecznej.
- UVCS (UV Coronagraph and Spectrometer – spektrometr i koronograf ultrafioletowy), mierzy gęstość i temperaturę korony.
- LASCO (Large Angle Spectrometer COronagraph – szerokokątny koronograf spektroskopowy), który bada strukturę i ewolucję korony Słońca, zdjęcia wykonane przez ten instrument służą też do wykrywania komet.
- SWAN (Solar Wind ANisotropies – anizotropie wiatru słonecznego), który wykorzystuje czułość teleskopów na charakterystyczne dla wodoru długości fal, do mierzenia przepływu strumienia masy wiatru słonecznego, monitoruje gęstość heliosfery oraz obserwuje wielkoskalowe struktury strumieni wiatru słonecznego.
- CELIAS (Charge, ELement, Isotope Analysis System – system analizy ładunku, pierwiastków i izotopów) bada masę, ładunek, skład chemiczny i rozkład energii jonów w wietrze słonecznym.
- COSTEP (COmprehensive SupraThermal & Energetic Particle Analyser – analizator nadtermicznych i wysokoenergetycznych cząstek) określa rozkład energetyczny protonów, jonów helu i elektronów.
- ERNE (Energetic and Relativistic Nuclei and Electron – wysokoenergetyczne i relatywistyczne jądra i elektrony) bada skład jonów i elektronów wiatru słonecznego.

## Dorobek naukowy
Do największych osiągnięć SOHO należą:
- rozwinięcie prognozowania pogody kosmicznej, pozwalającej na przewidzenie zakłóceń do trzech dni w przyszłość,
- szczegółowe badania i pomiary pod powierzchnią Słońca,
- zdjęcia strefy konwekcji oraz struktury pod powierzchnią plam słonecznych,
- stworzenie obrazu niewidocznej tylnej strony Słońca, pozwalające na zidentyfikowanie regionów, które mogą stanowić później zagrożenie dla Ziemi,
- zidentyfikowanie mechanizmu podgrzewania korony do temperatury 100 razy wyższej niż na powierzchni,
- odkrycie „autostrad” dla energetycznych cząstek, powstałych w wyniki serii erupcji zjonizowanego gazu,
- monitorowanie energii promieniowania słonecznego i zmian w promieniowaniu ultrafioletowym gwiazdy, czynników ważnych dla klimatu Ziemi,
- zidentyfikowanie źródła i mechanizmu przyspieszania wiatru słonecznego,
- zaobserwowanie ponad 5000 komet, dzięki czemu liczba znanych człowiekowi obiektów tego typu uległa zwielokrotnieniu. Dwutysięczna kometa SOHO-2000 została odkryta przez polskiego astronoma amatora Michała Kusiaka, który miał wówczas na swoim koncie już ponad 100 odkryć w ramach tego programu[1]. Kometa SOHO-3000 została odkryta we wrześniu 2015 roku[2]. Kometę SOHO-4000 odkryto 15 czerwca 2020 roku[3]. 5 tysięczną kometę zaobserwowaną przez SOHO odkrył Hanjie Tan 25 marca 2024 roku[4].

## Odkrycia komet
Pomimo przeznaczenia sondy to badania Słońca, okazała się ona niezwykle skuteczna w detekcji małych lodowych komet przelatujących blisko Dziennej Gwiazdy. Pierwotnie odkrycia komet prowadzili zawodowi astronomowie, jednak niedługo później powstał specjalny projekt badawczy (Sungrazer Project) pozwalający również amatorom odkrywać te obiekty. Do tej pory sonda odkryła ponad 5 tysięcy komet, z czego większość z nich należy do grupy komet muskających Słońce. Średnio jedna kometa jest odkrywana raz na 3 dni.
Sonda obserwuje pięć rodzin komet (nie włączając komet bezgrupowych).
| Kreutz | Meyer | bezgrupowe | Marsden | Kracht | Kracht-II |
| ------ | ----- | ---------- | ------- | ------ | --------- |
| 85,6 % | 6,8%  | 4,8 %      | 1,5%    | 1,3 %  | 0,3%      |